# Acquaro (Preci)
Acquaro è una frazione del comune di Preci, sita a circa 1.001 m s.l.m. .
Si tratta di un antico castello di pendio, costruito intorno al XIII secolo, della cui struttura rimangono la torre e la porta d'accesso. La sua posizione arroccata ne consentiva una facile difesa e permetteva il controllo della sottostante valle Castoriana e della vicina abbazia di Sant'Eutizio. Infatti, faceva parte delle cosiddette ville della Guaita (dal longobardo waita, guardia ) abitati posti a difesa delle abbazie nel medioevo.
Nel 1809 viene inserito nell'appena istituito comune di Preci, durante l'occupazione Napoleonica.
Da menzionare la chiesa di Santa Maria del Rosario (XVI secolo), la chiesa di Santa Maria del Carmine (XVII secolo) ed i prati di Colle dell'Acquaro, a breve distanza dal monte Lungo (1.252 m) .

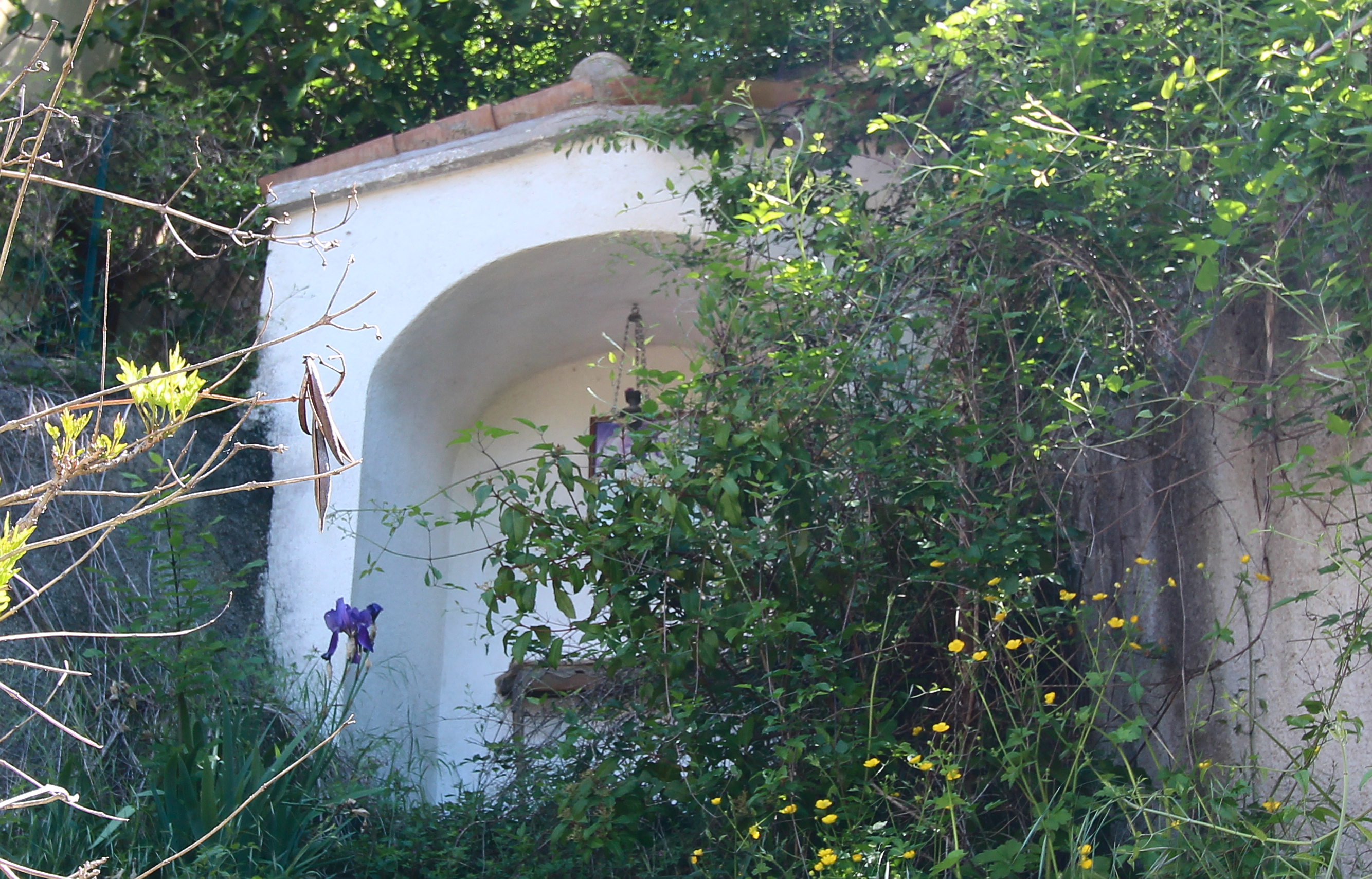
Edicola
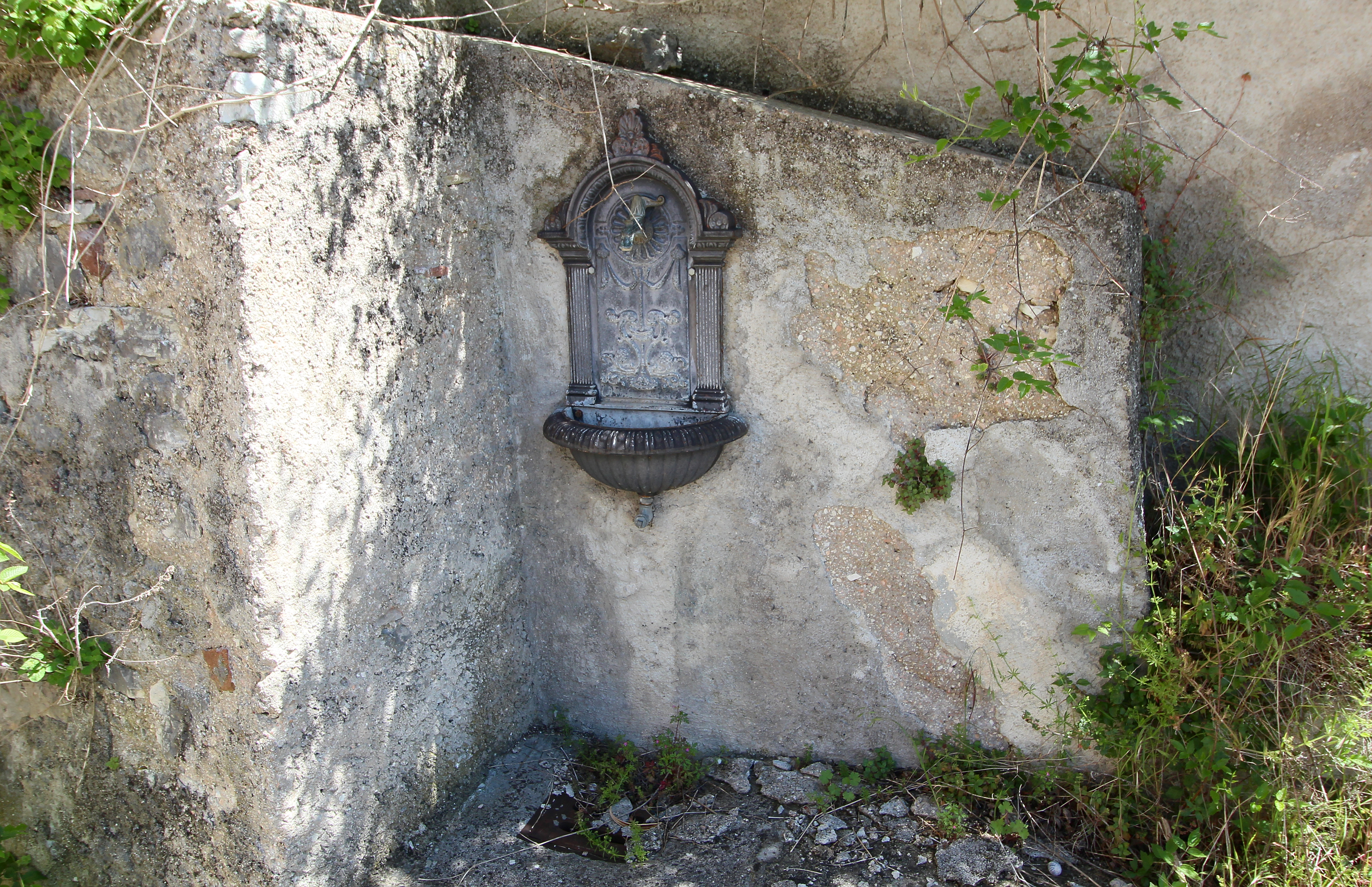
Fonte
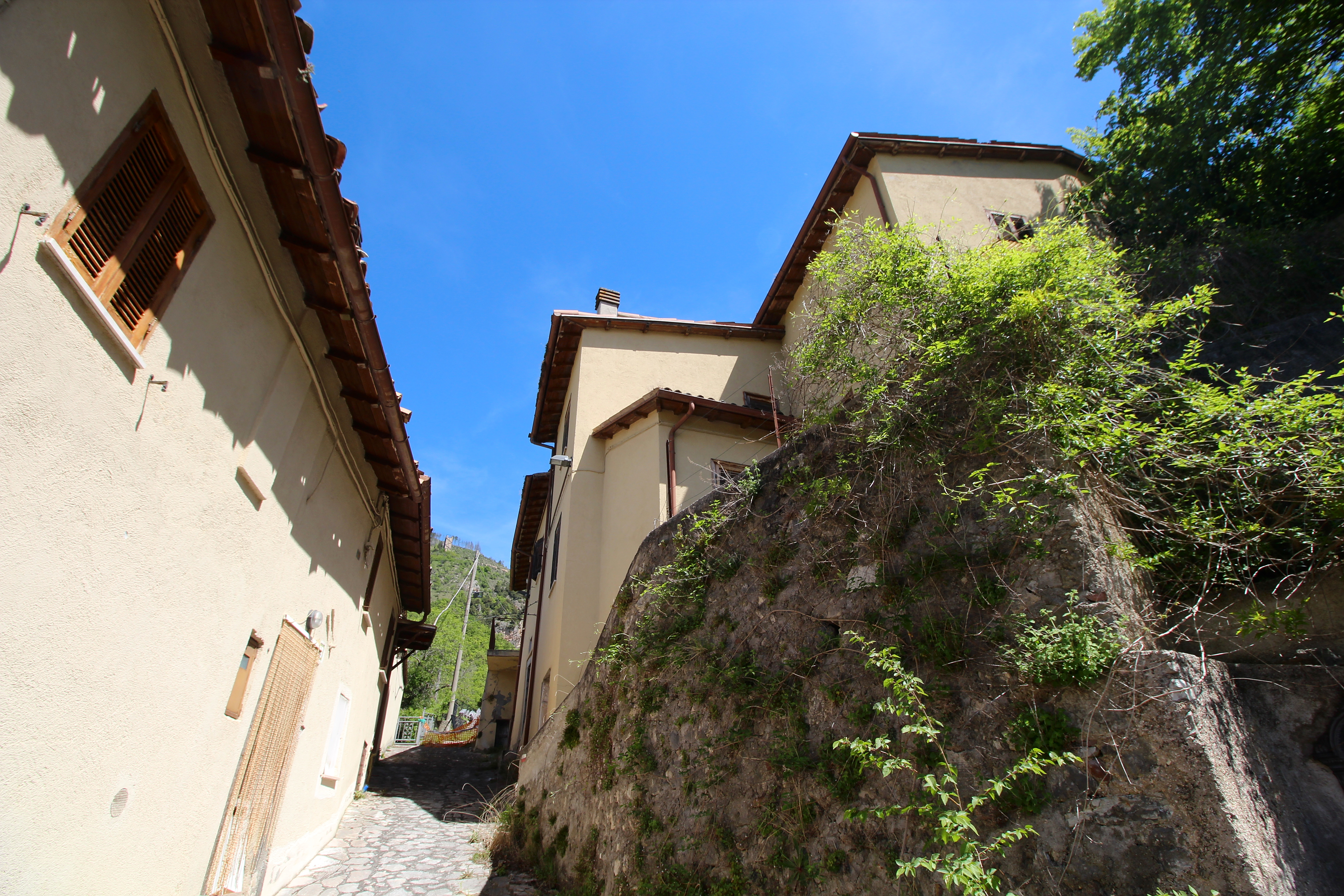
Borgo